# Eino Saari
Eino Armas Saari (* 7. Oktober 1894 in Turku; † 13. April 1971 in Helsinki) war ein finnischer Forstwissenschaftler. Durch seine Tätigkeiten etwa innerhalb der Ernährungs- und Landwirtschaftsorganisation (FAO) war der Forstpolitiker und Forstökonom international bekannt. 

## Leben
Eino Saari wurde 1922 an der Universität Helsinki mit der Dissertation Kotitarvepuun kulutus maaseudulla Turun ja Porni läänissa, die den Holzverbrauch für den Hausbedarf auf dem Lande im Regierungsbezirk Åbo-Björneborg behandelte, zum Dr. phil. promoviert. Von 1925 bis 1963 lehrte und forschte er als Professor für Forstpolitik an der Universität Helsinki. Neben Fragen der Forstpolitik und der Forstlichen Betriebswirtschaftslehre hat er wichtige Arbeiten zum Holzmarkt, den Holzpreisen, dem Holzverbrauch und der Holzversorgung in Finnland vorgelegt. Damit lieferte er auch wesentliche Grundlagen für eine internationale Holzmarktforschung. Die meisten seiner Untersuchungen veröffentlichte er in der international renommierten Schriftenreihe Acta forestalia Fennica.
Durch sein großes Engagement in internationalen wissenschaftlichen Organisationen hat Eino Saari die Richtlinien der Entwicklung der internationalen Forstwissenschaft entscheidend mitbestimmt. So betätigte er sich im Internationalen Verband Forstlicher Forschungsanstalten (IUFRO), wo er unter anderem Obmann des Joint Komitees war, oder in der Ernährungs- und Landwirtschaftsorganisation (FAO) als deren Berater und Obmann für Bibliografie und Klassifikation. Zudem war er von 1948 bis 1968 Vorsitzender des Nationalen Finnischen FAO-Komitees sowie Vorsitzender der Europäischen Forstkommission der Welternährungsorganisation. Zudem wirkte er als forstpolitischer Berater der FAO unter anderem in Paraguay. 1949 war er Präsident des III. Weltforstkongresses. 
Über den engeren forstlichen Wirkungskreis hinaus betätigte sich Saari zudem in seiner Heimat als Politiker. Er war von 1951 bis 1958 Vorsitzender der liberalen Splitterpartei Volkspartei Finnlands (KP). Zudem war er zwischen März 1956 und Mai 1957 Sozialminister im Kabinett Fagerholm II.
Seine wissenschaftlichen Leistungen fanden unter anderem mit der Verleihung der Ehrendoktorwürde (Dr. h. c.) durch die Georg-August-Universität Göttingen Anerkennung.
Eino Saari starb am 13. April 1971 im Alter von 77 Jahren.

## Schriften
- Itä-Suomen lakjotusmailla noudatetusta metsäpolitiikasta, Acta forestalia Fennica (12,3), s.l.s.n.(Helsinki 1919)
- zusammen mit Olli Heikinheimo: Suomen metsät ja metsätalous, Acta forestalia Fennica (19,1), Helsinki 1922
- zusammen mit Olli Heikinheimo: Forestry in Finland, Acta forestalia Fennica (19,2), Helsinki 1922
- Kotitarvepuun kulutus maaseudulla Turun ja Porni läänissa [Holzverbrauch für den Hausbedarf auf dem Lande im Regierungsbezirk Åbo-Björneborg], Dissertation, Helsinki 1922 (im Druck unter diesem Titel in der Schriftenreihe Metsätieteellisen koelaitoksen julkaisuja (5,1), Helsinki 1923)
- Forest Fires in Finland. With special reference to state forests, in: Acta forestalia Fennica (26,5), s.l.s.n. (Helsinki)
- Sahapuun kantohinta ja menekki Suomen valtionmmetsissä vv 1913-1922 [Preis und Absatz des Sägeholzes in den Staatswäldern Finnlands in den Jahren 1913-1922], Acta forestalia Fennica (27,2), Helsinki 1923
- Etelä-Suomen yksityistilojen metsätalouden tuotto [Return of private Farm forests in South Suomi], Acta forestalia Fennica (34,31), Helsinki 1929
- Tutkimuksia suomen puuvanuleteollisuuden raaka-ainekustannulsista. Suemen puunjalostusteollisuuden keskusliiton toimeksiannosta suorittanut [Investigations into the costs of raw material in the Finnish wood pulp industry], Acta forestalia Fennica (37,4), Helsinki 1931
- Tutkimuksia Suomen sahateollisuuden raaka-ainekustannuksista [Investigations into the cost of raw materials in the Finnish saw-mill industry], Acta forestalia Fennica (38,4), Helsinki 1932
- Puun käyttö Suomessa [Wood utilization in Suomi (Finland)], Metsätieteellisen tutkimuslaitoksen Julkaisuja (14,1), Helsinki 1934
- The Sawmill Industry in Scandinavia and Fin Land and the exports of the sawn softwood from these countries, Special Memorandum/London & Cambridge Economic Service (42), London 1936
- Suurten metsäalojen arvon määrääminen [Die Schätzung des Wertes großer Waldflächen], Silva Fennica (Nr. 55), Helsinki 1940
- Metsäojitusten yksityistaloudellisen edullisuuden määrääminen [Die Abschätzung der privatwirtschaftlichen Einträglichkeit der forstlichen Entwässerungen], Acta forestalia Fennica (50,16), Helsinki 1942
- Suomen metsäteollisuuden raakapuun saanti metsätaseen kannalta tarkasteltuna [The supply of timber of the Finnish woodworking industry and the forest balance], in:  Kansantaloudellinen aikakauskirja, Band 44, Helsinki 1948, ISSN 0022-8427
- zusammen mit Arvo Seppala: Bibliographia universalis silviculturae, 2 Bände, Helsinki 1967–1970